# Prestonia lagoensis
Prestonia lagoensis är en oleanderväxtart som först beskrevs av Müll. Arg., och fick sitt nu gällande namn av R. F. Woodson. Prestonia lagoensis ingår i släktet Prestonia och familjen oleanderväxter. Inga underarter finns listade i Catalogue of Life.